# Фастівська вулиця (Київ)
Фа́стівська ву́лиця — вулиця в Солом'янському районі міста Києва, місцевість Чоколівка. Пролягає від Волинської вулиці до вулиці Ушинського.

## Історія
Вулиця виникла у 20-х роках XX століття. Мала назву Мартівська. Сучасна назва, ймовірно, з початку 1940-х років, у списку вулиць 1940 року вона наведена під назвою Мартівська, на карті міста 1943 року  — Фастівська, а 1944 та 1955 року видавалися постанови про збереження саме цієї назви.
Нечисленна малоповерхова забудова 1-ї половини ХХ століття була знесена у 1970-х роках. Зараз на Фастівській вулиці — лише один будинок-№ 8-б.